# Макэлиз, Джон
Джон Томас «Мак» Макэлиз MM (англ. John Thomas "Mac" McAleese; 25 апреля 1949 — 26 августа 2011) — британский шотландский солдат, штаб-сержант Особой воздушной службы Великобритании. Участник операции по освобождению заложников в иранском посольстве в Лондоне. Его внешность была скопирована в сериях видеоигр Call of Duty.

## Биография

### Воинская карьера
Родился в шотландском Стерлинге 25 апреля 1949 года. Вырос в Лористоне (округ Фолкерк). Служил в Корпусе королевских инженеров с 1969 года. В 1973 году прошёл Курсы подготовки коммандос во всеоружии (англ. All Arms Commando Course, AACC), получил зелёный берет и стал бойцом 59-го отдельного отряда коммандос Королевских инженеров.
С 1975 года Макэлиз — в рядах полка Особой воздушной службы. В 1980 году имел звание лэнс-капрала, служил во взводе «Пагода» эскадрона B 22-го полка Особой воздушной службы. Во время операции по освобождению заложников в иранском посольстве, состоявшейся 5 мая 1980 года, возглавлял «голубую команду» (англ. Blue Team). Участник Фолклендской войны 1982 года и вооружённых столкновений против ИРА в Северной Ирландии. 8 мая 1987 года отличился в бою при Лафголле против ИРА, был награждён Воинской медалью. Был телохранителем трёх премьер-министров Великобритании. 8 февраля 1992 года уволился из Британской армии в звании штаб-сержанта.

### После службы
После увольнения Макэлиз некоторое время был владельцем паба в Херефорде, занимался охраной объектов в Ираке и Афганистане по контракту, неоднократно появлялся на телевидении в программах о британских войсках специального назначения в качестве эксперта. В частности, снялся в телесериале Би-би-си «Секреты выживания SAS» (англ. S.A.S. Survival Secrets), рассказав о структуре полка Особой воздушной службы и ролях, которые исполняют бойцы этого полка. Увлекался страйкболом, выступал неоднократно в качестве оратора, рассказывая о боевом искусстве «госинкуай». Выступал на BBC экспертом при обсуждении событий, связанных с боевыми действиями (в т.ч. во время теракта в Беслане).

### Личная жизнь
Макэлиз был дважды женат. 20 августа 2009 года погиб его старший сын Пол Макэлиз, сержант 2-го батальона полка Стрелков, подорвавшись на мине в провинции Гельман. Пол был похоронен в соборе Херефорда 14 сентября. По свидетельствам очевидцев, Джон был потрясён случившимся.
Через 4 дня после похорон Макэлиз был арестован полицией Западной Мерсии по обвинению в распространении детской порнографии, после того как британская полиция негласно, годами ранее, обнаружила ее у него взломав домашний компьютер в Греции. Ещё в 2007 году с ним связывалась британская полиция, когда он проживал в Греции, и Макэлиз ответил, что прибудет в Великобританию и даст показания полиции при первой же возможности. После похорон сына он добровольно прибыл на допрос, где национальный герой в возрасте 60 лет был электрокаутирован и арестован, а затем освобождён под залог в ожидании дальнейших запросов. Он вернулся в Грецию и не появился по первому (же) запросу в Великобритании, отказавшись обратно ехать. В марте 2010 года полиция Западной Мерсии предъявила Европейский ордер на арест Макэлиза перед судом магистрата Херефорда, а в ноябре того же года британское правительство потребовало от Греции экстрадировать подозреваемого, который в итоге греками так и не был выполнен

### Смерть
Джон Макэлиз умер 26 августа 2011 года в Салониках, где и проживал, на 63-м году во сне от сердечного приступа. Похоронен в Херефордском соборе. Его пережили вторая жена (покончила жизнь самоубийством в 2018), дочь от первого брака и двое детей от второго брака.